# Kaboul
Pour les articles homonymes, voir Kaboul (homonymie).
Kaboul (en dari : کابل, Kābul, /kɑː.ˈbʊl/, et en pachto : کابل, Kābul, /kɑ.ˈbəl/) est la capitale et la plus grande ville d'Afghanistan. Elle est aussi la capitale de la province du même nom, située dans l'Est du pays. Selon les estimations officielles de 2023, la population de la ville serait de 4 954 609 habitants.

## Géographie et climat

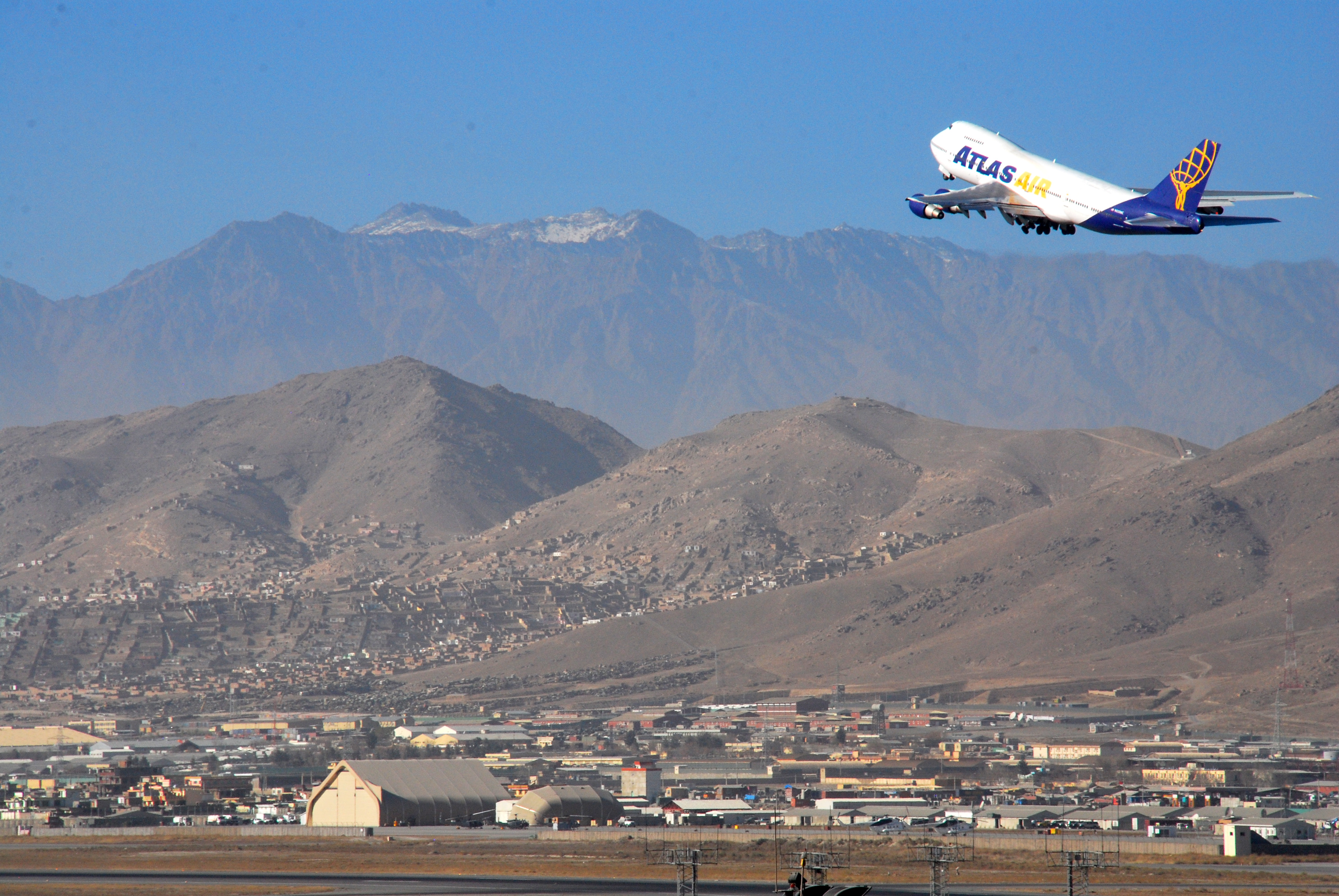
Vu depuis l'aéroport international.

La ville proprement dite occupe une surface d'environ 554 km2, mais ses limites sont très incertaines en raison d'un urbanisme périphérique mal contrôlé.
En raison de la géologie complexe de la chaîne de l'Hindou Kouch et de ses contreforts, la plaine de Kaboul traversée par le Kaboul, rivière traversant la ville, est souvent sujette à des séismes de faible et moyenne intensité.
Kaboul bénéficie d'un climat continental semi-aride tempéré par l'altitude. Les précipitations ont lieu essentiellement en hiver de janvier à avril tandis que les étés sont très secs. Il neige, parfois en abondance durant les mois d'hiver, et les températures nocturnes sont très basses avec des minimums moyens de −7,1 °C en janvier (au plus froid de l'hiver, les températures atteignent couramment −15 °C à −20 °C ; en été, les températures diurnes sont élevées avec des maximums moyens de 32,1 °C en juillet).
En 2020, des crues soudaines, causées par des pluies torrentielles, dans le nord de Kaboul ont détruit plus de 500 maisons. Les premiers chiffres faisaient état de plus de 100 morts et des dizaines de blessés.

## Population

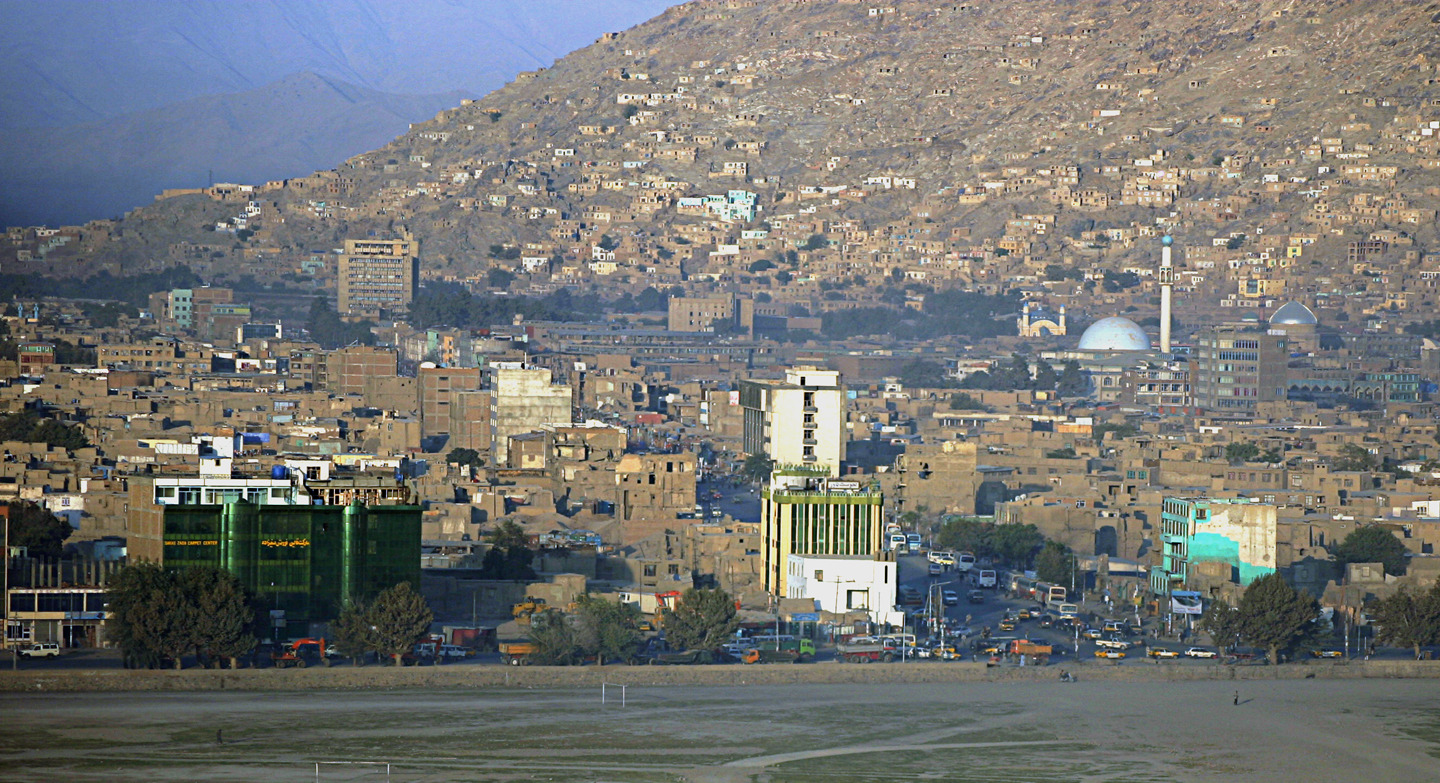
Vue du centre-ville.

On estime la population de Kaboul à 75 000 en 1900, environ 150 000 habitants dans les années 1930, 513 000 au recensement de 1972 (1,3 million dans la province de Kaboul), 600 000 en 1978, et près de 2 millions quatre ans plus tard. L'augmentation spectaculaire après 1978 était le résultat d'un afflux de populations venues se mettre à l'abri des combats opposant en province les modjaheddins aux troupes du gouvernement communiste et aux forces soviétiques. La ville comporte actuellement environ 4,9 millions d'habitants.

### Évolution démographique
Depuis 1950, l'évolution de la population de Kaboul a été :
| 1950    | 1960    | 1970    | 1980    | 1990      |
| ------- | ------- | ------- | ------- | --------- |
| 171 000 | 285 000 | 472 000 | 978 000 | 1 549 000 |

| 2000      | 2010      | 2017      | 2022      | - |
| --------- | --------- | --------- | --------- | - |
| 2 401 000 | 3 289 000 | 3 913 000 | 4 954 000 | - |

| Histogramme de l'évolution démographique de Kaboul |
|                                                    |

### Composition ethnique
Kaboul reflète la diversité ethnique de l'Afghanistan. Sans que l'on puisse le vérifier par des enquêtes statistiques incontestables, il semble que le groupe ethnique le mieux représenté y soit celui des Tadjiks (40 ou 45 % de la population totale), les Hazaras (25 %), les Pachtounes (25 %), les 5-10 % restants étant d'origine diverse. On parle surtout à Kaboul le dari avec une variante particulière résultant des brassages de populations et des variantes des parlers persans : le kâbolî.

## Histoire

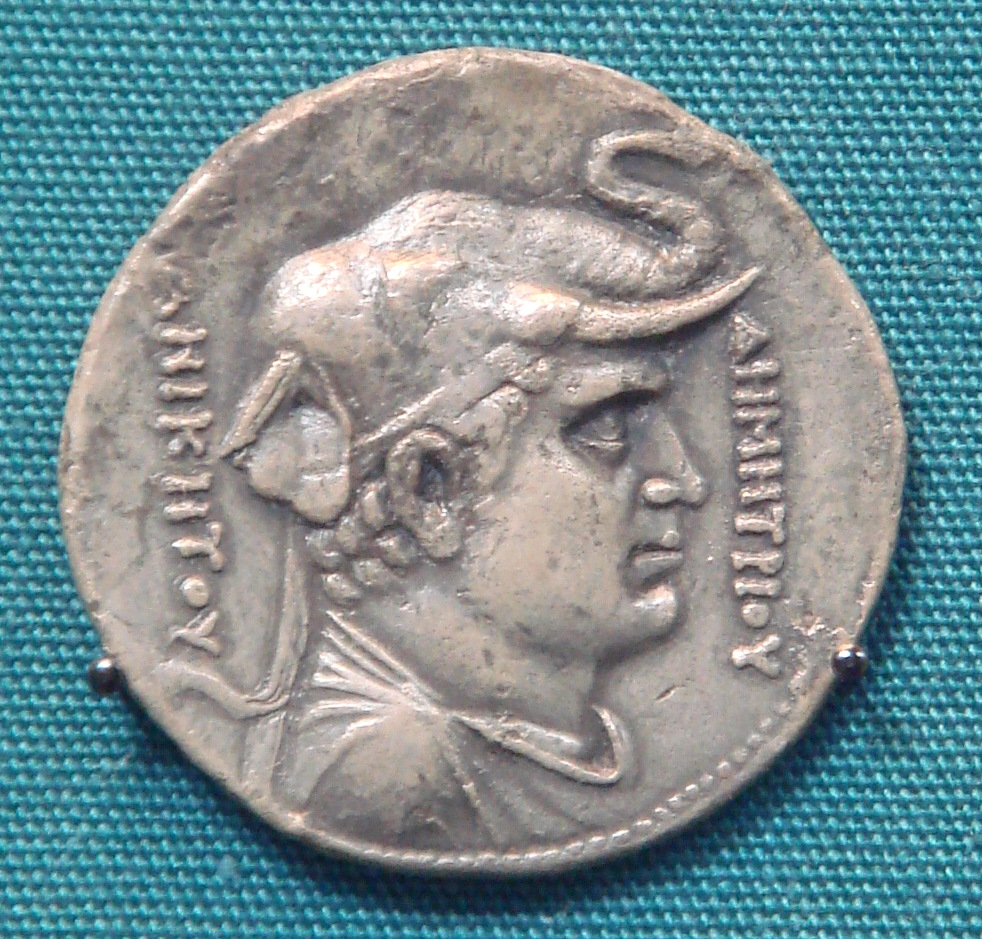
Pièce à l'effigie du roi gréco-bactrien Démétrios Ier (on lit clairement son nom en caractères grecs : ΔΗΜΗΤΡΙΟΣ). Il régna aux alentours de -200 à -180 et conquit une grande partie de l'Inde du Nord (British Museum).

### Légendes de fondation
On connaît au moins trois récits légendaires se rapportant à la fondation de Kaboul. Le premier se rapporte à deux tribus vivant dans des zones marécageuses qui construisirent un pont (« poul ») sur des pierres jetées dans les marais et recouvertes de paille (« kâh ») pour ne pas blesser les sabots des chevaux, d'où kâh-poul, dont dériverait Kaboul. Le second se réfère à une fantaisie calligraphique persane sur les mots goul (« fleur ») et âb (« eau »), d'où g[âb]-oul d'où viendrait Kaboul. Le troisième récit fait toujours référence à un marais où l'eau s'accumulait. Un légendaire personnage du nom de Farhâd aurait ouvert à coups de hache un passage dans les montagnes en direction de l'Est, formant ainsi les gorges du Tang-e Ghâro (en) vers lesquelles les eaux se seraient écoulées, asséchant ainsi la plaine de Kaboul.
On peut également ranger au chapitre des légendes ce que rapporte Al-Biruni dans son Livre de l'Inde. Le grand physicien et mathématicien écrit en effet que les Hindous avaient des rois résidant à Kaboul, des Turcs que l'on disait d'origine tibétaine. Le premier d'entre eux, Barhatakîn, aurait vécu dans une grotte et aurait été par la suite reconnu comme roi, fondateur de la dynastie des Shâhiyas de Kaboul. En revanche, lorsque Al-Biruni évoque un « roi » du nom de « Kank », on peut reconnaître le nom du grand empereur kouchan, Kanishka, que l'on évoquera plus loin.

### Des origines à l'islamisation

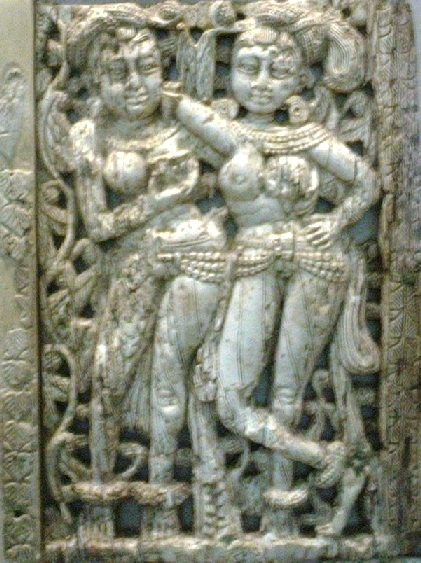
Ivoires de Begram (Paris, musée Guimet).

Du VIe siècle au IVe siècle av. J.-C., la région fait partie de l'Empire achéménide, puis elle passe sous la domination des Grecs d'Alexandre et de leurs descendants, Gréco-Bactriens et Indo-Grecs. La rivière Kaboul est alors connue sous le nom de Kophen ou Kophès, et la ville de Kaboul est désignée par Pline sous le nom d'Orthospanum, Ptolémée évoquant pour sa part Kabura et le pays des Kabolitae au sud des monts Paropamisus.

#### Les empires centre-asiatiques

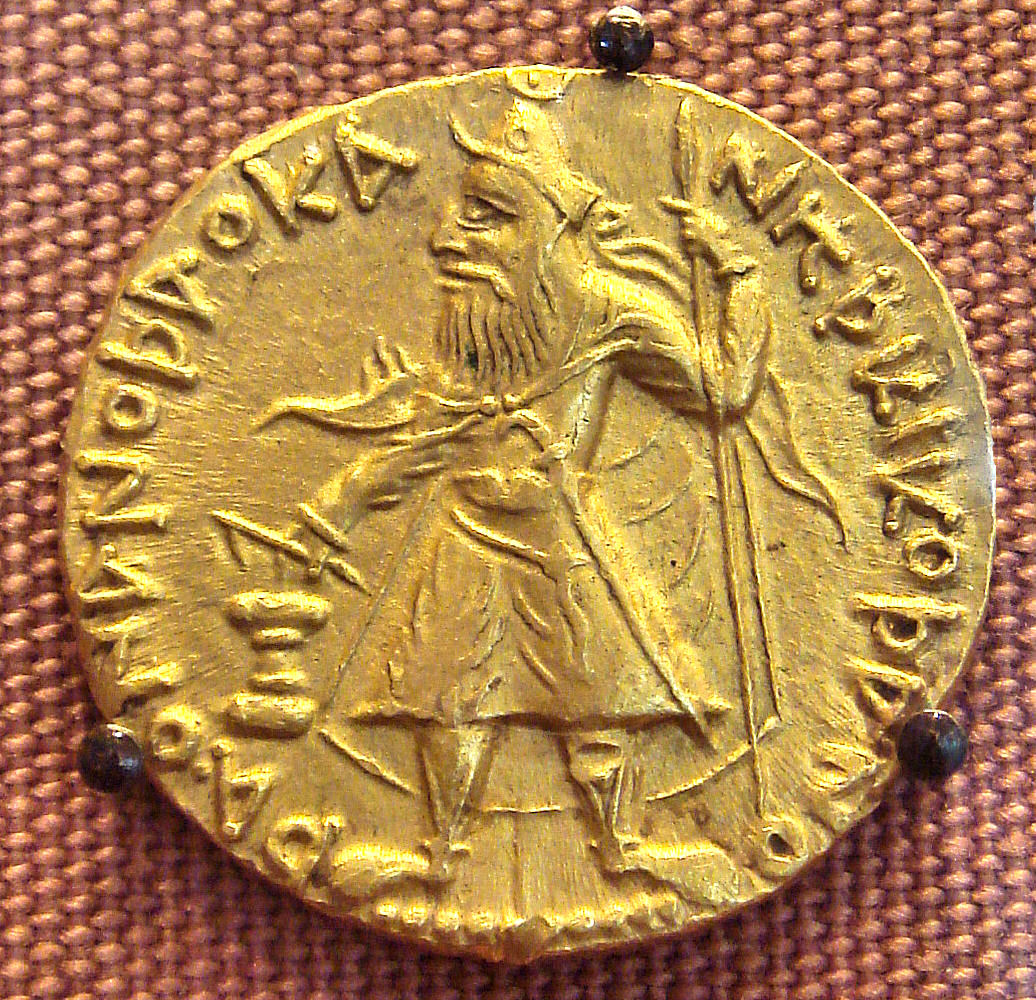
Pièce à l'effigie du roi kouchan Kanishka Ier (v. 127-147 ?) (British Museum).

À partir du IIe siècle apr. J.-C., et peut-être jusqu'au début du IVe, Kaboul est intégrée dans l'immense empire kouchan, dont l'une des capitales, à une cinquantaine de kilomètres vers le nord, est Kapissa (aujourd'hui Begram), l'antique Alexandrie du Caucase fondée par Alexandre sans doute en -329. La découverte du « trésor de Begram » par Joseph Hackin dans les années 1930 montra qu'à l'époque des souverains kouchans Begram (et par conséquent Kaboul) étaient situés sur une voie majeure de communication entre l'Orient indien, la Chine et l'Occident romain, et que les interférences culturelles entre les différentes civilisations étaient nombreuses. De nombreuses pièces exposées au musée Guimet en témoignent.
Kaboul est ensuite incluse dans la mouvance de l'empire kouchano-sassanide au IVe siècle, puis celui des Huns Hephtalites aux Ve et VIe siècles. Après la défaite des Hephtalites vers 563 en Transoxiane, le royaume — ou la principauté — de Kaboul sera l'une des dernières d'Asie centrale à passer sous la domination des Turcs. La dynastie des Turki-Châhis, dont le premier souverain aurait eu pour nom Barhâtegin selon Al-Birouni, s'installe à Kaboul du VIIe au IXe et celle des Hindou-Shâhis leur succédera pour une courte période à partir de 843. De 661 à 871, les « Kaboulshâhs », vaincus à deux reprises par les conquérants arabes, et contraints de payer tribut, parviendront cependant toujours à se débarrasser de leurs envahisseurs et à conserver leur autonomie. Dans ces combats, ils feront cause commune avec celui qui est sans doute leur parent, le « Zunbil » d'Ar-Rokhadj (l'Arachosie des Grecs, autrement dit la région de Kandahar au sens large).
Depuis l'ère kouchane, le bouddhisme fleurit dans tout l'actuel Afghanistan et alentour (de nombreux vestiges de temples et de monastères en témoignent), avec une apparition de l'hindouisme peut-être au VIIe ou VIIIe siècle.

#### L'islam s'installe progressivement

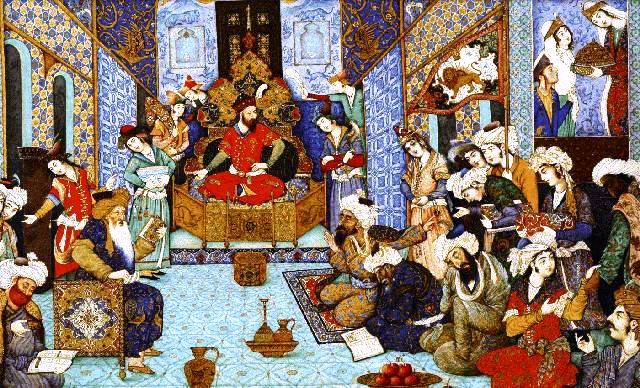
La splendeur de la cour de Mahmoud de Ghazni.

En 871, Ya`qûb ben Layth as-Saffâr, fondateur de la dynastie des Saffarides (867-1003), venu du Khorassan par Balkh, Bâmiyân qu'il ravage, investit Kaboul, d'où il chasse les Hindu-Shahis qui installeront leur capitale à Udabhândapura (en), l'actuel village de Hund sur la rive droite de l'Indus. L'islam s'impose dès lors progressivement aux populations des régions conquises. Le bouddhisme et l'hindouisme se maintiennent pourtant longtemps si l'on en croit le témoignage d'Ibn Hauqal, qui visite la région vers 967-968. Il confirme en effet qu'Alptegin, maître de Kaboul depuis 962 (?), impose de lourdes taxes aux habitants à la fois au titre du kharâj et de la djizîah, ce dernier impôt étant celui que paient les non musulmans. La cité, signale Ibn Hauqual, est dotée d'une puissante citadelle et elle constitue une importante étape pour les caravanes circulant entre l'Inde, la Chine et le Moyen-Orient.
Kaboul fait dès lors partie de l'empire ghaznévide naissant, auquel se substituera celui des Ghorides durant la seconde moitié du XIIe siècle. La prospérité de la cité ne survit pas aux invasions de Gengis Khan. Comme tant d'autres, elle est ravagée en 1220-1221 par les Mongols. Elle aura du mal à s'en relever.
Vers 1333, Ibn Batoutah, après avoir franchi l'Hindou Kouch dans des conditions difficiles en raison du froid et de la neige, découvre Kaboul avec étonnement : « C'était jadis une ville considérable ; mais ce n'est plus qu'un village, habité par une tribu de Persans appelée Afghans. Ils occupent des montagnes et des défilés et jouissent d'une puissance considérable. La plupart sont des brigands. Leur principale montagne s'appelle Kouh Soleiman ».

### Une lente renaissance
En 1397, Tamerlan, nomme son petit-fils, Pîr Mohammed, fils de Djahângîr, gouverneur de Kaboul avec pour mission de préparer l'invasion de l'Inde. On peut supposer que la cité, en raison de son importance stratégique sur la route vers l'est, retrouve un peu de sa prospérité passée. À la mort de Tamerlan en 1405, Pîr Mohammed, héritier désigné, n'est reconnu par aucun des prétendants à l'Empire. Il est assassiné l'année suivante, et Kaboul est incluse dans l'Empire du fastueux Châh Rokh (1377-1447), dernier fils de Tamerlan, qui fera de Hérat une capitale dont le lustre rayonne dans tout l'Orient musulman. On ne sait rien de l'histoire de Kaboul dans le demi-siècle qui suit.

### La capitale de Bâbour

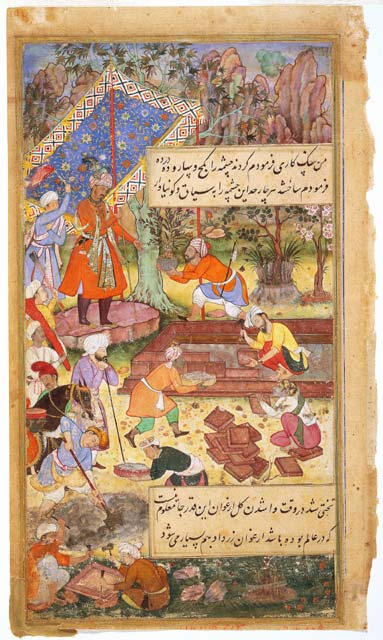
Bâbur supervisant la création d'un jardin, page d'un manuscrit du Bâbour Nameh, v. 1590-1598.

C'est en 1504 que Bâbour (1483-1530), descendant de Gengis Khan et de Tamerlan, chassé de Samarkand et du Ferghana par un rival, s'empare de la cité à la tête de quelques troupes. Il en fera la base de départ pour ses futures conquêtes en Inde.
Ce fondateur de la puissante dynastie des Grands Moghols de Delhi devait rester attaché à Kaboul, qu'il s'attarde à décrire dans ses mémoires, le Bâbur Nâmeh. Il se plaît à signaler que Kaboul redevient une place commerciale de première importance : « Les marchands y font autant de bénéfices que s'ils allaient en Chine ou dans le pays de Roûm. Il arrive chaque année à Kaboul sept, huit ou dix mille chevaux et, venant de l'Inde, dix à vingt mille caravaniers (…) On peut trouver à Kaboul des produits du Khorâssân, de Roûm, d'Iraq et de Chine ; c'est le véritable emporium de l'Inde ».
Avec Delhi, Kaboul était l'autre capitale de l'empire de Bâbour. Il s'y plaisait, vantant sa situation (« De Kaboul, on peut aller en une journée dans des endroits où jamais il ne neige, tandis qu'à deux heures astronomiques de distance se trouvent des lieux où la neige ne fond jamais »), ses fruits et aussi ses vins… Ou bien il compose des distiques. L'un d'eux débute ainsi : « Avec sa verdure et ses fleurs, Kaboul au printemps est un vrai paradis ».
C'est à Kaboul que Bâbour a souhaité être inhumé. Sa tombe, récemment restaurée, notamment grâce à la fondation de l'Agha Khan, se situe au centre d'un de ces jardins que l'empereur moghol avait créés à Kaboul.
Si le fils de Bâbour, Homâyoun, lui succède normalement, il sera dépossédé en 1540 de sa capitale Delhi par les Pachtouns du clan des Sûris. De 1545 à 1555, date à laquelle il retrouve Delhi, la capitale d'Homâyoun demeure Kaboul. Il meurt l'année suivante. La dynastie moghole se maintiendra en Inde, mais, en 1598, les Perses safavides s'assurent le contrôle de l'Afghanistan oriental avec Kaboul. S'ouvre alors une période très confuse de luttes entre les Ouzbeks, les Perses et les Moghols, tandis que les Pachtouns demeurent autonomes dans les zones qu'ils habitent. En 1699-1700, Kaboul est sous l'autorité d'un gouverneur moghol mais Kandahar est aux mains des Safavides.
Le chef de la tribu pachtoune des Ghilzaîs, Mir Wais (mort en 1715), d'abord rallié aux Safavides, va les défier. Il s'ensuit une série d'affrontements, notamment pour le contrôle de Kandahar. Dans un contexte d'une rare complexité, avec une série de trahisons et de retournements d'alliances, le monarque persan Nâdir Châh, qui a rallié à sa bannière la tribu pachtoune des Abdalis, rivale des Ghilzaïs, investit Kandahar et Kaboul en 1738, puis se lance à la conquête de l'Inde. En 1739, il enlève Lahore puis Delhi, qui sont pillées. À Delhi, ses troupes se livrent à un véritable carnage en représailles du meurtre de quelques combattants pachtouns.

### L'empire afghan d'Ahmad Châh Dourrani

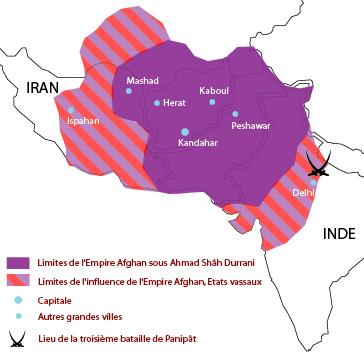
L'empire afghan d'Ahmad Châh Durrani.

Après l'assassinat de Nâdir Châh en 1747, les Abdalis abandonnent son camp. Un de leurs jeunes chefs, Ahmad Shâh est élu chef du clan lors d'une loyah djirgah tenue à Kandahar. Il va conquérir le Khorassan, puis l'Inde, investissant Delhi en 1757, sans toutefois déposer les derniers empereurs moghols dont il fait ses marionnettes. Il conduira plusieurs campagnes en Inde, contre les Sikhs et les Marathes, et ses troupes en rapporteront de considérables butins. Ahmad Châh Abdali (surnommé Dour-e Durrân, « la perle des perles »), meurt en 1772. Son fils Timour Châh lui succède.
Depuis Hérat, il se dirige aussitôt vers Kandahar, où son frère, Soleiman Mirza (en), héritier désigné, a été proclamé émir à l'instigation de Châh Wâli, vizir et gendre d'Ahmad Châh. Soleiman et ses partisans font leur soumission à Timour. Celui-ci fait aussitôt exécuter l'ancien vizir et sa famille, et ordonne que l'on enferme Soleiman et ses autres frères au Bâlâ Hissar de Kaboul. Par mesure de prudence, Timour transfère en 1775 sa capitale de Kandahar à Kaboul, où il se sent plus en sûreté.

### Une capitale en devenir (1775-1901)
À la mort de Timour Châh, en 1793, son cinquième fils, Zaman Châh, lui succède, mais l'histoire de ce qui n'est pas encore l'Afghanistan, que l'on désignera encore longtemps sous le nom de « royaume de Kaboul » (qui inclut la région de Pechâwar et une partie de l'actuelle Khyber Pakhtunkhwa du Pakistan), va être nourrie des rivalités avec ses frères et parents. Ce n'est qu'une incessante série de guerres civiles durant lesquelles Kaboul, Ghazni, Kandahar changent régulièrement de maîtres, tandis que l'Angleterre, qui consolide sa mainmise sur l'Inde, s'inquiète à la fois de cette situation instable aux frontières de son empire et des visées perses et russes sur l'Afghanistan en pleine anarchie.
L'histoire du royaume de Kaboul va se confondre avec celle de sa capitale jusqu'en 1880.

#### Première guerre anglo-afghane (1839-1842)

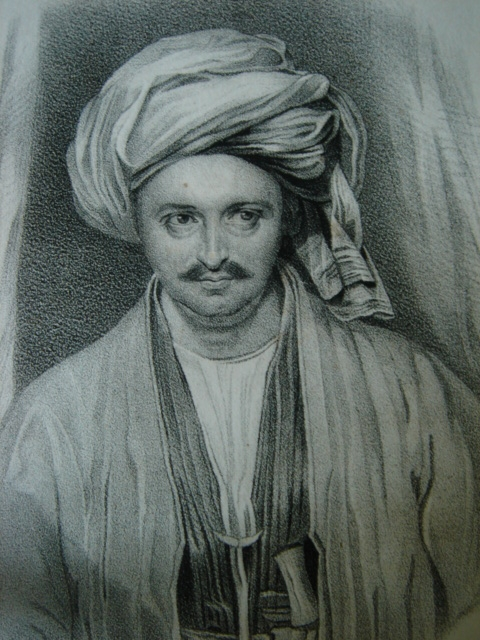
Alexander Burnes (1805-1841) vêtu à la manière de Boukhara, où il se rendit lors de son voyage en Asie centrale entre 1831 et 1833.

Le gouvernement de l'Inde choisit un de ses officiers de renseignement (« Political Officer ») Alexander Burnes, qui parle couramment dari et ourdou, avec probablement de très solides notions de pachto, pour aller enquêter sur la situation politique à Kaboul. Accompagné d'une équipe modeste, il y séjournera à plusieurs reprises entre 1836 et 1838. Cette mission prélude à l'invasion de l'Afghanistan par les Anglais, qui ont décidé, contrairement à l'avis de Burnes, de déposer l'émir Dost Mohammed, qui leur est hostile, et réinstaller sur le trône de Kaboul l'émir déchu Châh Choudja, jugé plus conciliant. Les Anglais entrent dans Kaboul en août 1839 après avoir défait les troupes de Dost Mohammed. Châh Choudja s'installe dans le palais inclus dans le périmètre de la forteresse de Bâlâ Hissar.

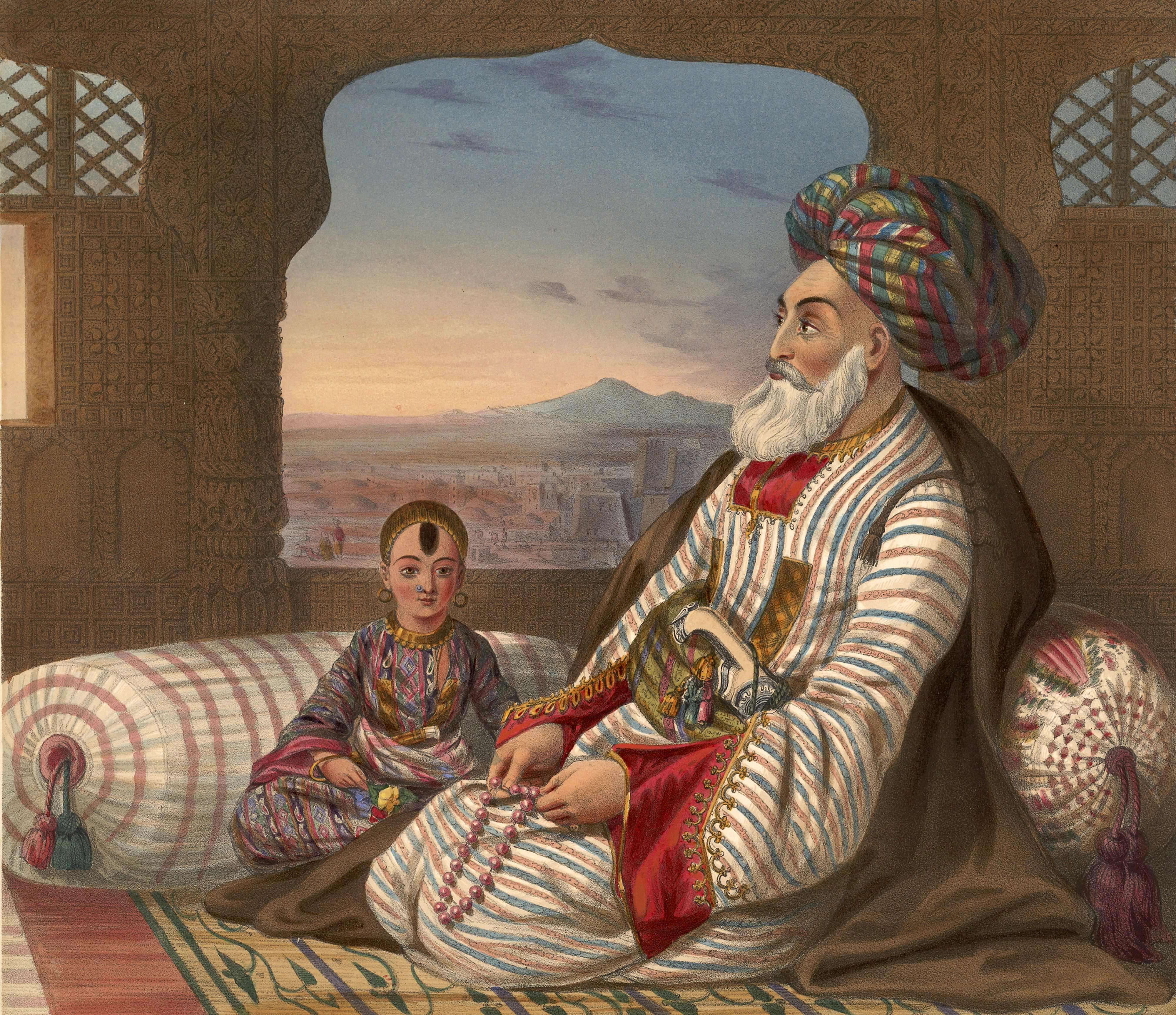
Portait imaginaire de Dost Mohammed Khan avec l'un de ses fils. La ville au second plan est supposée être Kaboul.

La situation est mal acceptée par la population, qui ne supporte pas l'occupation étrangère. Une révolte éclate, menée par Wazir Akbar Khan, fils de Dost Mohammed. Burnes, nommé représentant officiel du gouvernement britannique courant 1841, est massacré le 2 novembre 1841 avec les membres de sa mission. Châh Choudja est assassiné peu après.
Les Anglais évacuent Kaboul en janvier 1842, en une colonne comprenant 16 500 personnes (dont 4 500 soldats et 12 000 auxiliaires, membres de leurs familles et domestiques), commandée par le major général William Elphinstone, mais qui est anéantie dans une embuscade, dans la région de Djalalabad, à Gandamak : 
tous ou presque sont tués.
Seul le docteur William Brydon réussit à fuir le champ de bataille.
Les Anglais entendent bien venger cette humiliation, cette catastrophe, et deux corps d'armées britanniques entrent en Afghanistan par des voies différentes durant l'été 1842, atteignent Kaboul en septembre, et libèrent en différents endroits les prisonniers faits en janvier.
En représailles du carnage, le général Pollock (en), commandant les détachements britanniques, ordonne l'incendie du bazar de Kaboul (après qu'Istalif et Charikar, au nord de la ville, ont subi un sort identique).
Les deux corps d'armée quittent alors l'Afghanistan et l'émir Dost Mohammed retrouve Kaboul, où il va régner sans partage jusqu'à sa mort en 1863.
L'anarchie s'installe alors à nouveau, car trois fils de Dost Mohammed se disputent sa succession : une guerre civile fait rage pendant six ans, tandis que les Russes avancent dans la Transoxiane et que les Perses menacent Hérat.
Les Anglais ont alors deux choix : soit annexer la partie orientale de l'Afghanistan (ou plutôt le royaume de Kaboul et la province de Kandahar), soit favoriser l'émergence d'un État afghan indépendant. Au terme de valses hésitation et de négociations difficiles entre les nombreux protagonistes, les Anglais obtiennent de l'émir de Kaboul (à cette époque Yakoub Khan, qui a évincé son père Sher Ali, fils de Dost Mohammed) l'accréditation d'une mission diplomatique permanente à Kaboul pour contrebalancer l'influence russe qui se fait de plus en plus pressante. Les Anglais lui imposent en outre le traité de Gandomak, signé le 28 mai 1879, qui place les relations extérieures du futur État afghan sous la tutelle britannique, en échange de quoi l'émir percevra une « pension » confortable. De plus, il sera libre d'imposer son autorité dans les limites du territoire qui lui aura été reconnu après délimitation des frontières, et qui s'appellera officiellement l'Afghanistan.

#### Seconde Guerre anglo-afghane (1879-1880)

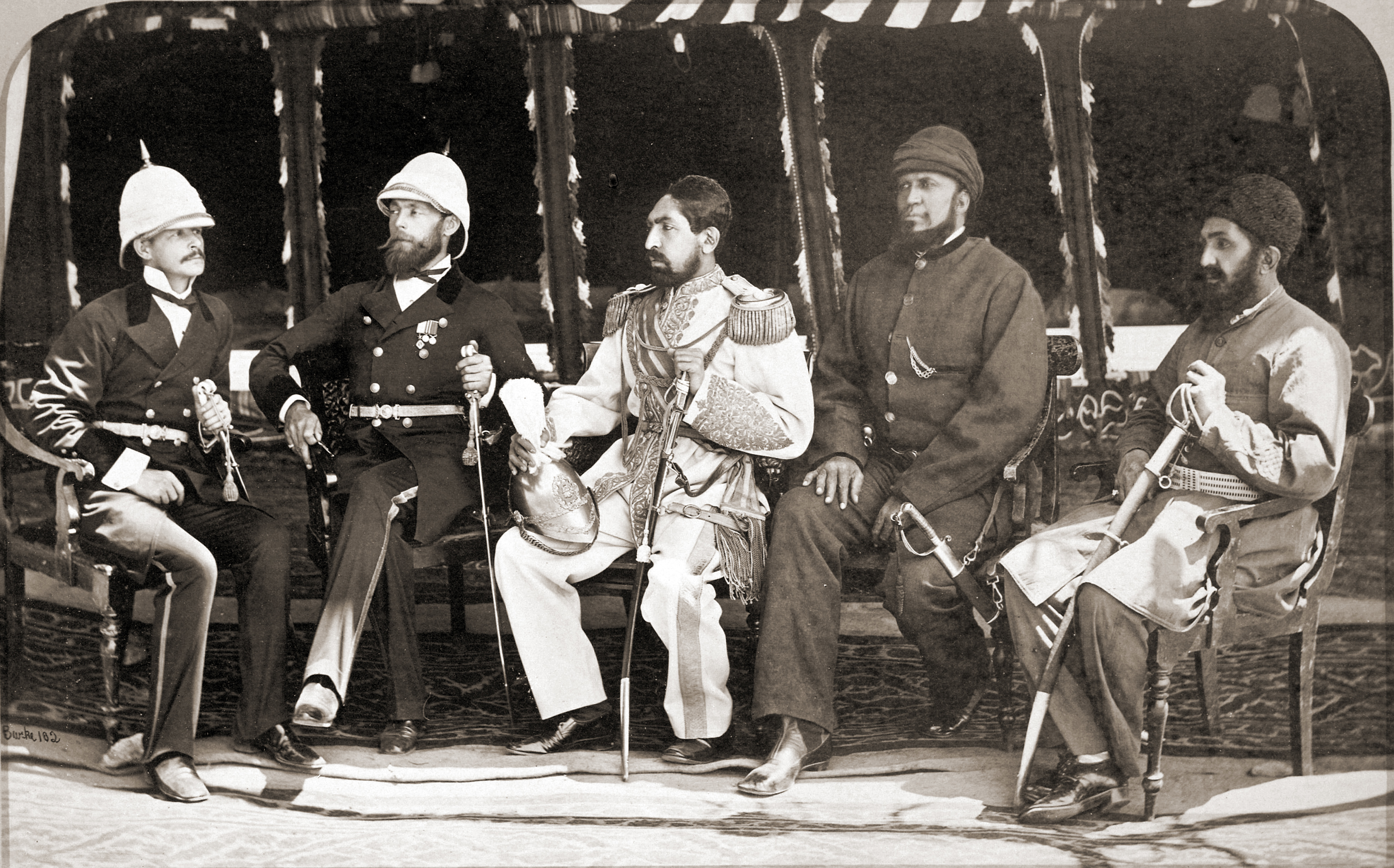
L'entrevue de Gandomak (1879). De g. à dr. : Jenkins, major Louis Cavagnari, émir Yakoub Khan, Daoud Châh, commandant l'armée ghilzaï de Yakoub, Habiboullah Moustafi, vizir d'Ayoub. Les termes du traité conclu à Gandomak le 26 mai 1879 furent reconnus par Abdur Rahman en 1880.

L’histoire se répète : le chef de la mission britannique, le major Louis Cavagnari s'installe à Kaboul en juillet 1879, mais en septembre il est assassiné par des soldats afghans.
Les troupes anglaises, commandées par l'énergique général Frederick Roberts, entrent alors en Afghanistan et investissent Kaboul le 12 octobre. Yakoub s'enfuit. Les Britanniques, qui font face à des mouvements populaires dans la ville, décident d'imposer comme émir Abdur Rahman Khan, un autre petit-fils de Dost Mohammed, exilé à Boukhara. Abdur Rahman s'installe à Kaboul en 1880 après avoir reconnu les termes du traité de Gandomak.
Sur le chemin du retour, le 27 juillet 1880, une brigade anglaise de 2 500 hommes est surprise à Maïwand, près de Kandahar. Elle est exterminée par les troupes de Mohammed Ayoub Khan, cinquième fils de Sher Ali. Le gros des troupes britanniques, commandées par Roberts rejoint Ayoub Khan et lui inflige une sévère défaite le 1er septembre 1880 aux alentours de Kandahar, l'obligeant à fuir.

#### Kaboul sous le règne de «l'émir de fer» (1880-1901)

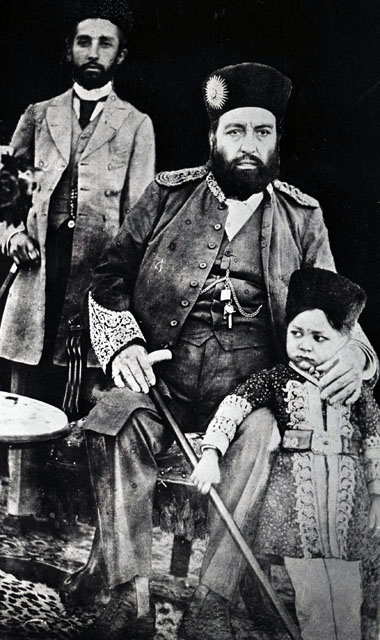
L'« émir de fer », Abdur Rahman Khan (1844-1901).

Au début du XIXe siècle, Kaboul comptait à peu près 60 000 habitants, et on y voyait 80 mosquées, 14 ou 15 caravansérails, des bazars regorgeant de marchandises. Le déclin va pourtant être rapide à partir des années 1830 en raison des incessantes guerres civiles, de l'incendie du bazar en 1842, et des lourdes taxes imposées par les tribus pachtounes sur les voyageurs et sur le transport des marchandises. En 1880, le commerce était réduit à sa plus simple expression, la ville était sale, insalubre, boueuse durant les basses saisons, balayée par des vents de poussière au plus fort de l'été ; un seul pont permettait de franchir la rivière, les constructions étaient effectuées en torchis ou en briques séchées, et les charpentes étaient fragiles faute de bois en quantité suffisante. Quant aux productions artisanales, elles étaient de qualité médiocre.
Abdur Rahman entend changer cette situation. Il se révélera comme un grand bâtisseur (voir ci-dessous « Les monuments de Kaboul »). Il fait installer des fourneaux pour la fabrication de briques cuites afin de limiter le recours au torchis et à la boue séchée pour les constructions, encourage la fabrication de ciment. Il ordonne l'édification d'une nouvelle grande mosquée, de deux palais, fait aménager des rues, des caniveaux et des jardins. Dans le même temps qu'il recrute des médecins, un vétérinaire, un dentiste, tous anglais, ainsi que des auxiliaires de santé indiens (décisions qui suscitent la réprobation des mollahs qui pratiquent souvent une médecine « traditionnelle » généralement inopérante, voire dangereuse, mais rémunératrice), il décide la construction du premier hôpital à Kaboul, qui sera inauguré en 1895. Pour consolider son pouvoir, il n'oublie par de créer une école militaire et fait preuve d'une grande sollicitude envers ses troupes, dont il modernise les équipements. Il fait en outre construire, pour son usage personnel, un palais d'été entouré d'un vaste jardin sur une colline dominant Kaboul : ce sera le Bâgh-e Bâlâ (« le jardin d'en-haut ») meublé et décoré à la manière européenne. C'est dans ce palais qu'il s'éteindra en 1901.
On estime alors que la population de Kaboul, avec 75 000 habitants, avait largement dépassé son niveau du début du XIXe siècle.

### LeXXesiècle

#### Kaboul sous Habiboullah (1901-1919)

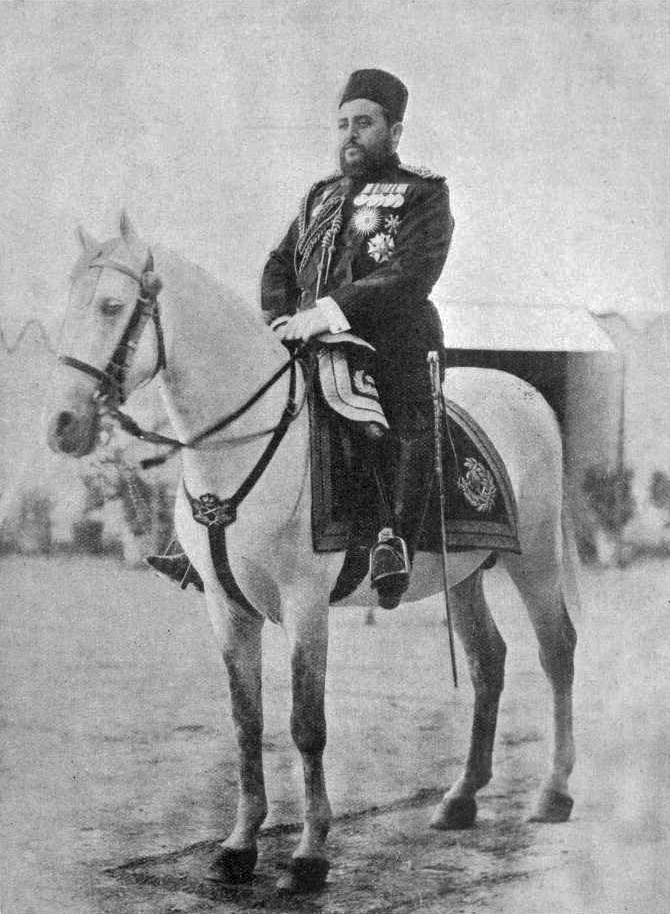
L'émir Habiboullah en 1907.

L'émir Habiboullah, qui succède à son père, va tenter de poursuivre son œuvre à Kaboul, notamment pour améliorer la santé publique. La ville demeure insalubre. Deux épidémies de choléra se déclarent en effet en 1903 et 1915. Des efforts sont effectués pour nettoyer les rues de la capitale, creuser des canaux de drainage des eaux stagnantes, pour moderniser l'hôpital, y attirer des praticiens étrangers compétents, vaincre les résistances populaires concernant les « nouvelles thérapies », familiariser les populations avec des règles élémentaires d'hygiène. Un aqueduc est construit pour amener dans la capitale les eaux des hauteurs de Paghman, à une dizaine de kilomètres de Kaboul.

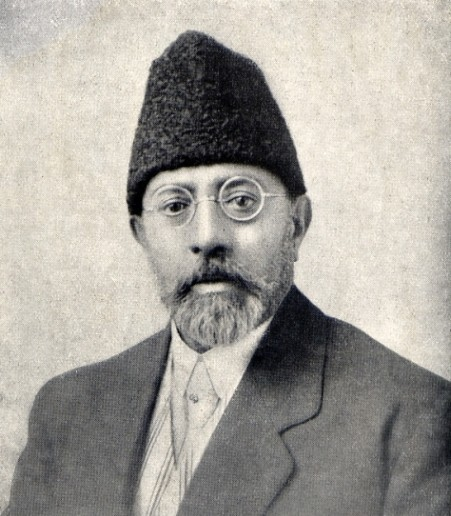
Mahmoud Tarzi (1865-1933).

Dans le domaine éducatif, le premier lycée (pour garçons) est créé en 1904 et portera le nom du souverain : le collège Habibiya. Son fonctionnement est assuré directement par la cassette personnelle de l'émir.
Dans le domaine économique, Habiboullah s'efforce également de développer l'industrie locale à Kaboul. Les ateliers gouvernementaux de Kaboul emploient 1 500 personnes pour le travail des métaux. Les différentes machines utilisées, dont un marteau-pilon à vapeur, travaillent essentiellement pour produire des fournitures militaires ; Habiboullah favorise également le développement de tanneries, de fabriques de textiles. Le manque de matières premières (bois, charbon, pétrole) handicape pourtant ces activités, qui emploieront pourtant environ 5 000 personnes à Kaboul à la fin du règne d'Amanoullah, avec des salaires de misère.
Parallèlement, l'émir s'efforce de faire construire des routes pour faciliter l'accès à Kaboul. La première ligne de téléphone, reliant Kaboul à Djelâlâbâd (la résidence d'hiver de l'émir), sera inaugurée en 1908.
Tous ces efforts sont encouragés par un esprit réformateur, Mahmoud Beg Tarzi, exilé par Abdur Rahman, qu'Habiboullah a rappelé auprès de lui. Tarzi met le journal qu'il a eu l'autorisation de créer en 1911, le Sirâdj al-Akhbâr (« la flamme éternelle » : سراج الاخبار), au service des idées nouvelles. Mais celles-ci ne sont diffusées que dans un cercle étroit dans la capitale, de la même façon que les effets de la politique moderniste prudente d'Habiboullah restent limités à Kaboul et ne concernent pratiquement pas le reste de l'Afghanistan.

#### L'échec du réformisme

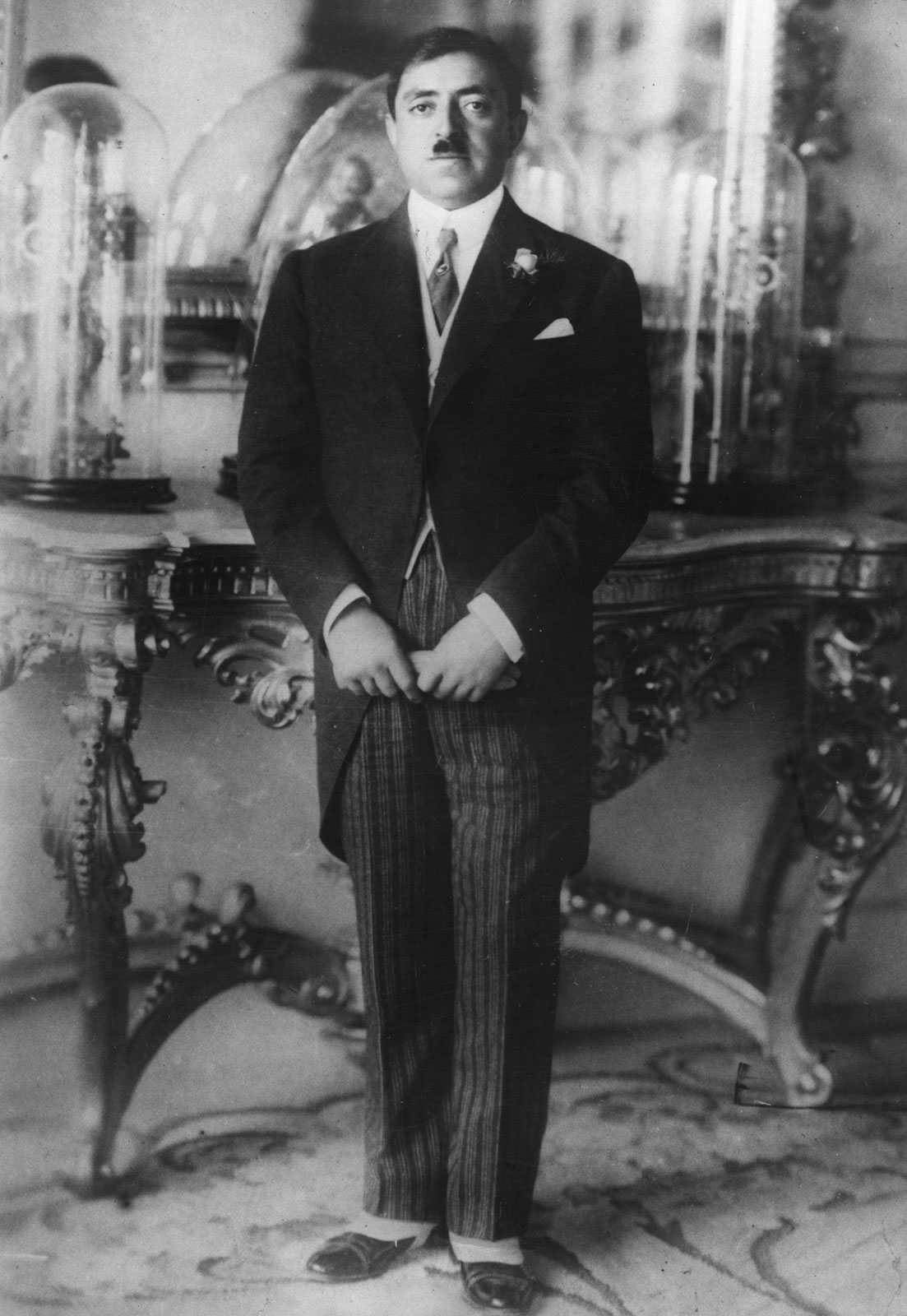
Amanoullâh Shâh.

Après l'assassinat de son père à Djelâlâbâd, Amanoullah, qui occupe le poste stratégique de gouverneur de Kaboul, s'empare du pouvoir au détriment de son frère Inayatoullah, héritier désigné. Gendre de Mahmoud Tarzi, il adhère totalement aux idées de son beau-père et va prendre pour modèle Kemal Atatürk.
Après une campagne militaire symbolique (la Troisième guerre anglo-afghane, durant laquelle la ville subit son premier bombardement aérien de l'Histoire, effectué par un Handley Page V/1500), il obtient des anglais le renoncement aux dispositions du traité de Gandomak, par le traité de Rawalpindi, le 8 août 1919, où l'Afghanistan retrouve sa souveraineté externe.
Le roi Amanoullah (qui a abandonné le titre d'émir) s'emploie alors à nouer des relations diplomatiques avec les principales puissances, et met en œuvre une ambitieuse politique réformiste dans tous les domaines.
Kaboul va en profiter, essentiellement dans le domaine de la santé publique, des télécommunications, mais surtout de l'éducation. Deux nouveaux lycées vont ouvrir : le lycée Esteqlal (« Indépendance ») et le lycée Nedjat (« Libération »), où les enseignements seront donnés respectivement en français et en allemand (le lycée Amaniya assurant ses enseignements en anglais). Amanoullah s'efforce en outre de faciliter l'accès des jeunes filles à l'éducation. De nombreux aspects de sa politique réformiste, perçue comme laïcisante, sont mal reçus par la population.
Son échec sera complet. Il est contraint de prendre la fuite devant un soulèvement populaire traditionaliste conduit par un Tadjik, Habiboullah Kalakani, plus connu sous le surnom de Batcha-e Saqao (« le fils du porteur d'eau »). Il s'empare de Kaboul le 13 janvier 1929 et il est proclamé émir sous le nom de Habiboullah Ghazî (« le victorieux »).
Toutes les réformes d'Amanoullah sont abolies. Un régime de terreur conservatrice s'abat sur Kaboul. D'anciens collaborateurs du roi déchu sont exécutés, des écoles sont fermées, les femmes n'ont plus l'autorisation de paraître dévoilées, les fonctionnaires doivent abandonner les tenues « occidentales » pour les vêtements traditionnels. Kaboul revient à des temps qu'Amanoullah et ses conseillers — bien à tort — croyaient révolus.
Une branche collatérale de la famille royale, les Mohammedzaï, se regroupe sous l'autorité de Mohammed Nâder Châh, jusque-là ambassadeur à Paris, et de son frère Châh Wali Khan. Ils réunissent autour d'eux des clans pachtouns, puis ils partent à la reconquête de Kaboul. Ce sera bientôt chose faite… Nâder Châh est proclamé roi le 17 octobre 1929. Batcha-e Saqao et ses proches seront exécutés le 3 novembre suivant.

#### Le Kaboul de Mohammed Zâher Châh

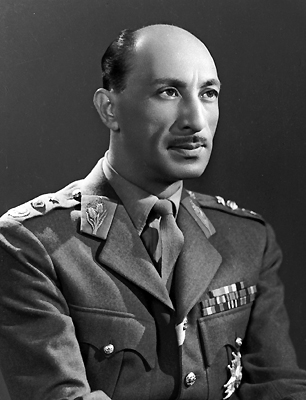
Mohammed Zâher Châh.

Nâdir Châh ne règne pas longtemps. Il est assassiné le 8 novembre 1933. Son jeune fils, Mohammed Zâher Châh, lui succède mais la réalité du pouvoir va être exercée par ses oncles paternels, Mohammed Hachem Khan (en) (1933-1946), puis Châh Mahmoud (1946-1953), et enfin par le fils de ce dernier (de surcroît le beau-frère de Mohammed Zaher Châh), Mohammed Daoud Khan, Premier ministre de 1953 à 1963.
Sans doute des efforts avaient-ils été faits dans les années 1930 et 1940 pour transformer Kaboul, et placer la capitale au centre d'un réseau routier modernisé. Mais les véritables bouleversements vont intervenir avec le gouvernement de Daoud, qui y gagnera le surnom de « bâtisseur ». La date clef à cet égard est celle du 18 décembre 1955, quand l'URSS accorde à l'Afghanistan un prêt de 100 millions de dollars afin de financer les investissements souhaités par Daoud. Sans atteindre le niveau du prêt soviétique, d'autres pays, dont les États-Unis, vont contribuer au développement des infrastructures et de l'économie afghane, non seulement à Kaboul et aux alentours, mais dans tout le pays à la faveur des plans quinquennaux qui vont se succéder. Ceux-ci sont largement élaborés et suivis avec l'aide des experts soviétiques ou des démocraties populaires d'Europe de l'Est.
En vingt ans, l'urbanisme de Kaboul se transforme considérablement. L'alimentation en électricité est désormais assurée, des avenues et des routes carrossables sont ouvertes, les liaisons téléphoniques sont améliorées ; des quartiers entiers vont surgir de terre, comme celui de Nadir Châh Mina, vaste ensemble de blocs d'appartements conçus sur le modèle soviétique, ou bien celui, très résidentiel, de Wazir Akbar Khan ; les édifices administratifs flambant neufs se multiplient. Des écoles sont ouvertes pour accueillir des élèves toujours plus nombreux — y compris des filles. L'université de Kaboul se dote de facultés de plus en plus nombreuses.
L'activité économique est soutenue, les bazars sont animés, le petit commerce est alimenté par la noria des camions aux décorations multicolores qui sillonnent le pays grâce au réseau routier entièrement rénové (avec des ouvrages d'art, comme le célèbre tunnel du Salang, creusé sur 2,7 kilomètres, à 3 600 mètres d'altitude), qui facilite enfin les communications de la capitale avec le Nord du pays.
Il reste cependant beaucoup à faire pour améliorer l'assainissement, et surtout pour contrôler l'urbanisme sauvage dans certaines parties de Kaboul, où affluent sans cesse de nouvelles populations pauvres, notamment Hazaras. En s'entraidant, ils construisent des logements de fortune dépourvus du confort le plus élémentaire (pas d'électricité ni d'eau courante), tassés les uns sur les autres, où les ruelles étroites, encombrées de détritus, se transforment en fondrières à chaque pluie et lors du dégel…
La vie à Kaboul continue normalement après que Mohammed Daoud a été écarté du pouvoir et qu'une nouvelle constitution a été adoptée en 1964.
Dans la nuit du 16 au 17 juillet 1973, un coup d'État militaire a lieu pendant que le roi prend des vacances en Italie. La République est proclamée par Mohammed Daoud, qui devient le premier président du nouveau régime.

#### D'une tragédie à l'autre (depuis 1978)

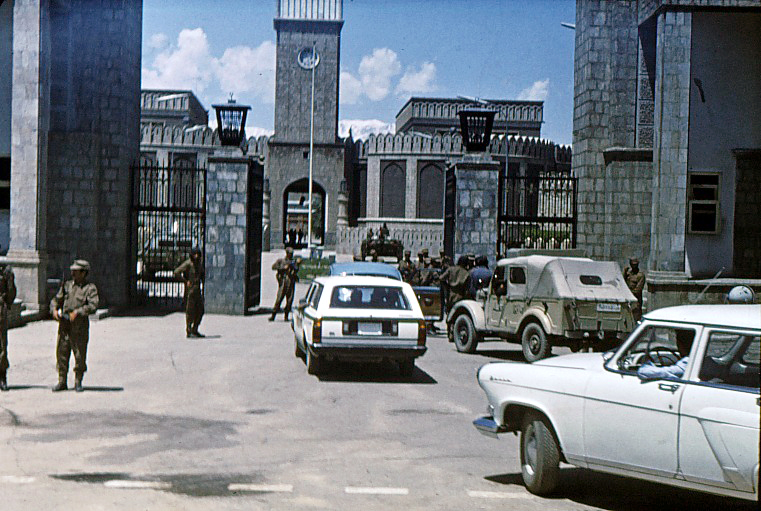
Kaboul. L'entrée de l'ancien palais royal (Arg) le lendemain du coup d'État communiste du 27 avril 1978 (Daoud et sa famille y ont été massacrés la veille).

Daoud a pris le pouvoir avec le concours de nombreux officiers secrètement communistes. Il ne gouvernera que quatre ans. Le 27 avril 1978, un nouveau coup d'État a lieu, organisé par les communistes afghans qui ont largement infiltré l'armée. Daoud, sa famille et ses proches, au total une trentaine de personnes, sont massacrés dans l'enceinte de l'ancien palais royal (l'Arg). Le concours de l'aviation (ralliée aux communistes) a été déterminant pour venir à bout des troupes fidèles à Daoud.
Les tragédies vont s'enchaîner. Dans la nuit du 24 au 25 décembre 1979 à 3 h du matin, dans le cadre l'opération Chtorm-333, deux divisions de l'armée de l'air soviétique atterrissent à Kaboul et à Shinband, dans l'ouest de l'Afghanistan. Au même moment des unités motorisées stationnées en Ouzbékistan franchissent la frontière. Deux jours plus tard, le président du Conseil révolutionnaire, Hafizullah Amin, est exécuté par les Spetsnaz et remplacé par son rival au sein du Parti communiste afghan, Babrak Karmal. Après le retrait des troupes soviétiques d'Afghanistan en 1989, les communistes afghans se défendent seuls contre les moudjahidines. Après plusieurs années de conflit, le gouvernement de Nadjibullah tombe en 1992 durant laquelle l'Alliance du Nord prend le pouvoir et doit faire face à une nouvelle guerre civile entre factions rivales. L'État islamique d'Afghanistan est établi par l'accord de Peshawar, un accord de paix et de partage des pouvoirs par lequel tous les partis afghans s'unissent en avril 1992, hormis le parti Hezb-e-Islami Gulbuddin de Gulbuddin Hekmatyar. Gulbuddin Hekmatyar démarre une campagne de bombardement contre la capitale Kaboul qui marque le début de cette nouvelle phase de la guerre. En contraste direct avec la période soviétique, la campagne conserve un calme relatif pendant cette période tandis que les grandes villes comme Kaboul, Mazar-e Sharif et Kandahar subissent de violents combats.
Le 27 septembre 1996, les Talibans s'emparent de la capitale afghane et mettent en place l'émirat islamique d'Afghanistan. Ils en sont chassés cinq ans plus tard par les États-Unis, avec la contribution militaire de l'Alliance du Nord et d'autres nations occidentales (Royaume-Uni, France, Canada, etc.), permettant l'instauration d'un gouvernement provisoire dirigé par Hamid Karzai à la suite des accords de Bonn de décembre 2001. Les talibans engagèrent alors une guérilla contre la Force internationale d'assistance et de sécurité (FIAS) qui regroupe les forces armées sous commandement de l'OTAN. Le 31 décembre 2014, l'OTAN met fin à son engagement en Afghanistan après treize ans de guerre et passe le relais aux Forces armées afghanes. Joe Biden annonce en 2021 le retrait des troupes américaines ; les talibans reprennent alors le contrôle du pays et Kaboul tombe le 15 août 2021.

## Administration
La ville et la province de Kaboul sont placées sous l'autorité d'un gouverneur qui dispose des pouvoirs qui lui sont délégués par son autorité de tutelle, le ministre de l'Intérieur. La ville proprement dite est administrée par un maire, nommé par le président de la République, dont les compétences concernent l'urbanisme, la voirie, l'assainissement et, d'une façon générale, l'environnement. Les forces de police et de sécurité sont placées sous l'autorité directe du ministre de l'Intérieur.
Kaboul est divisée en 21 quartiers.

## Transports
La desserte aérienne est assurée par l'aéroport international de Kaboul, situé à 25 km au Nord-Est de la ville, principalement par la compagnie aérienne afghane, Ariana Afghan Airlines et quelques opérateurs privés.
Il n'y a pas de transport ferroviaire, mais différents services de bus, permettent les transports longue distance.

## Les monuments de Kaboul
À l'exception d'une partie de la forteresse de Bâlâ Hissâr, du tombeau de Bâbour, de deux mausolées et d'une mosquée, les monuments de Kaboul sont presque tous postérieurs à 1880. Tous ont eu à souffrir des rigueurs du climat, mais surtout des guerres civiles qui ont eu lieu depuis 1978, ce qui a nécessité, lorsque cela était possible, d'importants travaux de restauration.

### À Kaboul

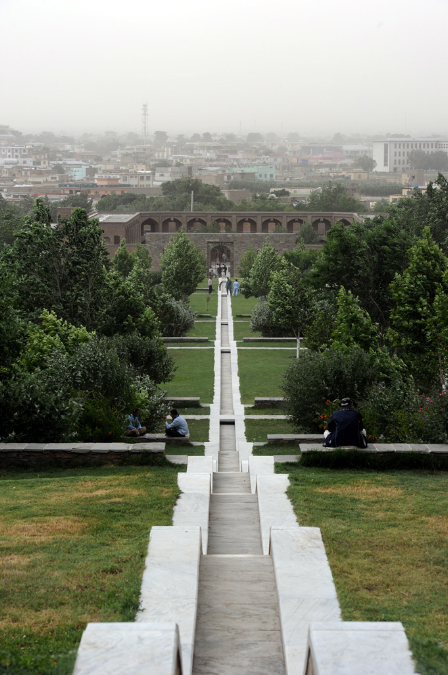
Le jardin de Babour.

- Le Bâlâ Hissâr (en) (« le fort d'en-haut ») trouve sans doute ses origines à l'époque des Turki Châhis, peut-être même à celle des Hephtalites. Il fut restauré au XVIe siècle par Bâbour qui en fit sa résidence. En représailles du massacre de Cavagnari et de ses compagnons, les Anglais démantelèrent le fort au printemps 1880, mais Abdur Rahman le fit reconstruire presque aussitôt pour y installer une garnison. Depuis le Bâlâ Hissâr, les anciennes fortifications de Kaboul courent sur les crêtes montagneuses, notamment celles du Koh-e Chîr Darwâza (2 221 mètres) sur une longueur totale de près de 5 kilomètres.
- Le jardin de Babour (dari : باغ بابر). Récemment restauré, ce jardin abrite le tombeau de Bâbour. Celui-ci était à l'origine très simple, placé dans un de ces nombreux jardins créés par le souverain à Kaboul : le Bâgh-e Wafâ (« le jardin de la fidélité »). En fait, la dépouille de Bâbour, mort en Inde, y fut transférée, suivant son vœu, neuf ans après, sur ordre de son fils Homâyoun.
- Le mausolée de Châh Djahân (qui régna de 1627 à 1658), se trouve à la limite des jardins de Bâbour. Il s'agit d'une mosquée de marbre blanc (en fait, les plaques de marbre sont d'anciennes stèles funéraires dont la partie lisse est placée vers l'extérieur) construite entre 1646 et 1648 comme le précise une plaque gravée au-dessus de l'entrée.
- Le mausolée de Timour Châh (en) (mort en 1793) fut édifié dans le jardin Tchâhar Bâgh (« Quatre jardins »). Il n'a jamais reçu sa garniture de céramiques, comme cela avait été prévu.
- L'ancien palais royal (Arg), actuel siège de la présidence, fut édifié sur ordre de l'émir Abdur Rahman Khan, de même le palais de Bâgh-e Bâlâ (en) (1893), récemment restauré, et la mosquée Djâda-e Esteqlâl (1893).
- Le mausolée d'Abdur Rahman (mort en 1901) date de 1892.
- Le palais de Darulaman (« le palais d'Amân[oullâh] ») fut construit à partir de plans revus, à la demande d'Amanullah Khan, par les architectes allemand Josef Brix et français André Godard qui accompagnait Alfred Foucher dans ses reconnaissances archéologiques. Ce palais ne fut pas achevé sous son règne, mais bien plus tard. Il abrita successivement le ministère de la Justice (1970), celui de la Défense (1979). Le 27 décembre 1979, les commandos soviétiques revêtus d'uniformes afghans investiront le palais et exécuteront Hafizoullah Amîn et quelques membres de sa famille[53]. L'édifice a été complètement ruiné par les combats ultérieurs. Il n'en subsistait plus qu'une carcasse impressionnante. Il a été restauré en 2019.
- Le mausolée de Djamal ad-Dîn al-Afghânî (1838-1897) est situé dans le campus.
- Il subsiste encore dans la ville des colonnes de la victoire commémorant l'indépendance en 1919.

### Aux environs
- Le palais de Tchehel Soutoun (en) (« aux quarante colonnes »), à quelques kilomètres de Kaboul, au Sud des jardins de Babour, trouve ses origines en 1851. Une réfection complète et de nouveaux aménagements fuirent effectués sur ordre d'Abdur Rahman, qui l'offrit à son fils Habiboullah. Il fut remanié en 1905 pour accueillir des hôtes étrangers. Il n'a pas survécu aux récentes guerres civiles et se trouve dans un complet état de ruine.
- Le mausolée de Nader Châh (assassiné en 1933) se trouve à 4 kilomètres à l'Est du Bâla Hissâr. Il a été édifié sur un site archéologique bouddhiste, Tépé-e Mârândjan, d'époque sassanide et hephtalite. On y a trouvé un ensemble de pièces d'argent d'époque sassanide (entre 383 et 388). Les vestiges d'un second monastère bouddhiste ont été mis au jour en 1981[54].

### Le musée

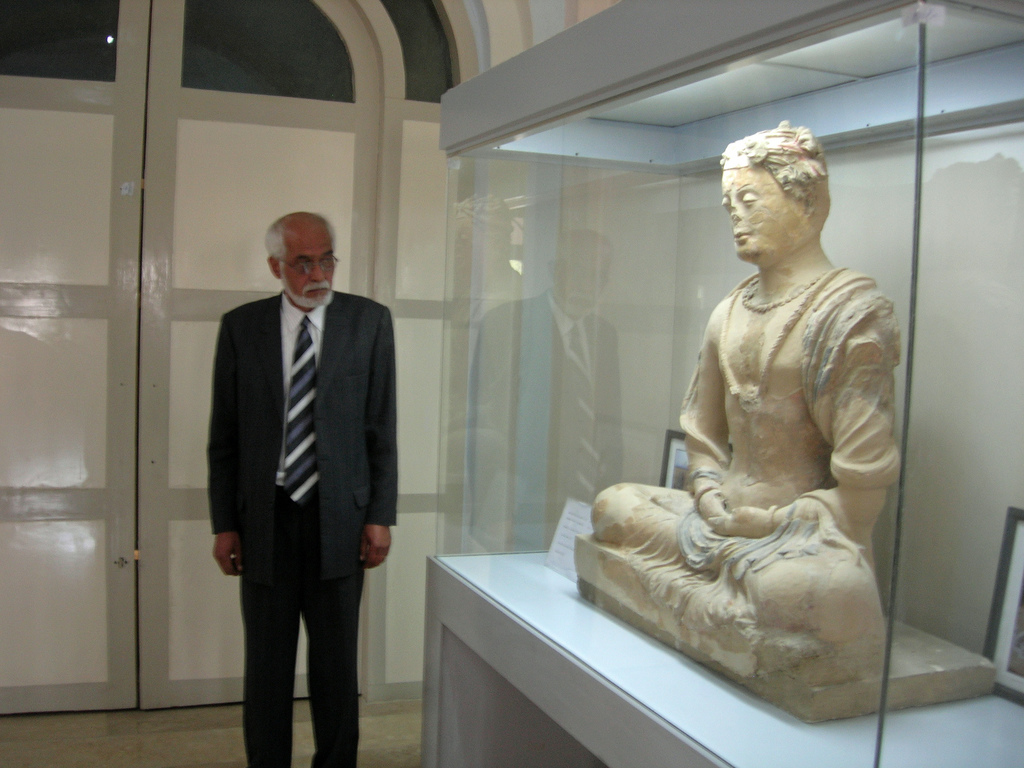
Le directeur du musée, le Dr Omara Massoudi, avec une statue du Bouddha (Hadda ?).

Le musée national afghan a réussi — difficilement — à renaître de ses cendres. Les combats, les pillages, et aussi la fureur iconoclaste des talibans l'ont ravagé. Des pièces uniques ont disparu ou ont été endommagées, des statues ont été martelées par les talibans…
Un effort exceptionnel a permis de reconstruire le musée, de restaurer certaines pièces endommagées, et d'exposer des collections ou des objets mis à l'abri, qui avaient échappé aux vandales et aux iconoclastes.

## Personnalités liées à la ville
- Humayun (1508-1556), second empereur moghol.
- Mohammed Daoud Khan (1909-1978), premier président de la République d’Afghanistan.
- Mohammad Zaher Shah (1914-2007), dernier roi d’Afghanistan.
- Ahmad Shah Zaher (1934-2024), prétendant au trône d'Afghanistan.
- Sultan Ali Keshtmand (1935-), Premier ministre d'Afghanistan.
- Mahbouba Seraj (née en 1948), journaliste et militante des droits des femmes.
- Mir Wais Hosseini (1955-), chimiste français.
- Abdullah Abdullah (1960-), homme politique afghan.
- Shinkai Karokhail (1962-), femme politique afghane.
- Atiq Rahimi (1962-), romancier et réalisateur franco-afghan, lauréat du prix Goncourt.
- Khaled Hosseini (1965-), écrivain américain d'origine afghane.
- Mohammed Daud Miraki (1967-), homme politique afghan.
- Hamida Barmaki (1970-2011), défenseuse des droits de l'homme.
- Hamida Aman (1973-), entrepreneuse et journaliste suisso-afghane.
- Chékéba Hachemi (1974-), première femme afghane diplomate.
- Shah Marai (1977-2018), photojournaliste afghan de l'agence France-Presse.
- Sabrina Saqeb (1979-), députée afghane.
- Farkhunda Zahra Naderi (1981-), députée afghane.
- Qais Akbar Omar (1982-), écrivain
- Nadia Ghulam (1985-), écrivaine afghane.
- Aryana Sayeed (1985-), chanteuse afghane.
- Rohullah Nikpai (1987-), taekwondoïste, premier et unique médaillé olympique afghan.
- Siar Sedig (1988-), réalisateur et scénariste néerlandais, d'origine afghane.

### Filmographie
- Afghanistan, volume 1, Traces de guerre, L'Harmattan, Poitiers, ADAV, 2013 (DVD) ; contient 4 courts métrages : Mon Kaboul de Wahid Nazir (2006, 22 min), Laila de Batol Rezaei Muradi (2006, 33 min), Les Fantômes du Zoo de Mahbooba Ibrahimi (2009-2010, 15 min) et Le bruit du pas de Mariam Nabil Kamal (2009-2010, 23 min).
- Afghanistan, volume 2, Gosses de Kaboul, L'Harmattan, Poitiers, ADAV, 2013 (DVD) ; contient 4 courts métrages : Une journée de Rahela de Dil Afroz Zeerak (2006, 27 min), Les enfants de la rue aux oiseaux de Basir Seerat (2009/2010, 23 min), Mon instituteur est boutiquier de Jamaluddin Aram (2009/2010, 24 min) et Le chemin des écoliers de Mariam Nabil Kamal (2011, 23 min).
- Afghanistan, volume 2, Rues de Kaboul, L'Harmattan, Poitiers, ADAV, 2013 (DVD) ; contient 4 courts métrages : Kaboul ambulance de Taj Mohammad Bakhtari (2011, 29 min), Check point de Hamed Alizadeh (2011, 28 min), Petite Afghanistan de Basir Seerat (2011, 30 min) et Dusty night (Nuit de poussière) d'Ali Hazara (2011, 19 min).